# Гурець Олександр Васильович
Олександр Васильович Гурець (нар. 16 грудня 1957, с. Перемога, нині Шосткинський район, Сумська область) — український оперний і концертно-камерний співак (тенор), Народний артист УРСР, соліст Національної опери України імені Тараса Шевченка. Професор, завідувач кафедри теорії та методики постановки голосу факультету мистецтв імені Анатолія Авдієвського НПУ імені М.П. Драгоманова. Лауреат Міжнародного конкурсу оперних співаків імені Соломії Крушельницької (1992, Львів, друга премія), Міжнародного конкурсу ім. С. Монюшка (1993, Варшава, перша премія).[джерело?] Нагороджений орденом «За заслуги» 3-го ступеня (2001).

## Навчання
Закінчив Київську державну консерваторію імені П. І. Чайковського у 1987 (клас професора В. Куріна).

## Творчість
Володіє яскравим лірико-драматичним тенором повного діапазону з блискучим верхнім регістром, красивого соковитого тембру. Артистичну діяльність розпочав у Державному хорі ім. Г. Верьовки (1982—1988).
З 1991 — соліст Національної опери України, на сцені якої виконав багато оперних партій. Брав участь у міжнародних конкурсах оперних співаків.

## Репертуар
Партії: Андрій («Запорожець за Дунаєм» С. Гулака-Артемовського), Кобзар («Тарас Бульба» М. Лисенка), Герцог («Ріголетто» Дж. Верді),  Радамес («Аїда» Дж. Верді), Манріко («Трубадур» Дж. Верді), Калаф «Турандот» Дж. Пуччіні),  Юродивий, Шуйський («Борис Годунов» М. Мусоргського), Задрипаний мужичок («Катерина Ізмайлова» Д. Шостаковича), Турідду («Сільська честь» П. Масканьї), Каніо («Паяци» Р. Леонкавалло), Молодий циган («Алєко» С. Рахманінова) та інші.

## Гастрольна діяльність
Гастролював у Польщі, Росії, Німеччині, Франції, Голландії, Ізраїлі, Швейцарії та інших країнах. Брав участь у постановці опери Д.Шостаковича «Катерина Ізмайлова» під керуванням В. Гергієва в Тель-Авіві (Ізраїль) у 1997 р. та у Міжнародному мистецькому проєкті під керуванням Мстислава Ростроповича в Римі (Італії) у 2000 р., де виконав партію Задрипаного мужичка. Виступав у фестивальних концертах з видатними італійськими співаками Фьоренцею Коссотто (мецо-сопрано) та маестро Пьєтро Капучіллі (баритон).